# Rhipidomys gardneri
Rhipidomys gardneri är en gnagare i släktet sydamerikanska klätterråttor som förekommer i nordvästra Sydamerika.

## Utseende
Djuret är med en kroppslängd (huvud och bål) av 15 till 19 cm och med nästan 3,5 cm långa bakfötter en av de större medlemmarna i släktet. Ovansidan är täckt av ganska styva hår med gråa och orangebruna avsnitt och färgen är därför agouti. På undersidan förekommer gulaktig päls. Håren på strupen och bröstet är gråa nära roten. Rhipidomys gardneri har en brun svans med korta hår, förutom spetsen som bär en tofs.

## Utbredning och ekologi
Denna gnagare förekommer vid Andernas östra sluttningar i sydöstra Peru och nordvästra Brasilien. Utbredningsområdet ligger 200 till 1480 meter över havet. Habitatet utgörs av ursprungliga städsegröna skogar. Djuret besöker även andra skogar.
Som föda registrerades bland annat insektslarver. En diande hona dokumenterades som var dräktig med fyra embryon.

## Status
Framtida skogsavverkningar kan utgöra ett hot för beståndet. IUCN listar arten som livskraftig (LC).